# Пуэрто-Игуасу
Пуэ́рто-Игуасу́ или Игуасу́ (исп. Puerto Iguazú) — город в Аргентине, четвертый по величине в Мисьонесе. До 1/3 населения являются метисами — потомками переселенцев из Парагвая и Бразилии.

## География
Город Пуэрто-Игуасу расположен на крайнем северо-востоке Аргентины, на севере провинции Мисьонес, в пограничном треугольнике между Аргентиной, Бразилией и Парагваем. В 18 километрах от города находятся, лежащие на реке Игуасу в национальном парке, знаменитые водопады Игуасу (Cataratas de Iguazú). В административном отношении город разделён на 3 церковных общины — Вирген-дель-Кармен, где находится центр епископата Игуасу, Кристо-Редентор и Сан-Роке-Гонсалес.
Близ города расположен аэропорт. Пуэрто-Игуасу соединён современным мостом с городом Фос-ду-Игуасу на бразильском берегу.

## Климат
Климат в районе Пуэрто-Игуасу гумидный субтропический, без сезона дождей. Среднегодовая температура лежит около +24°С.

## Экономика
Основным источником доходов горожан является обслуживание туристов, для которых в центре города открыты многочисленные отели и рестораны. Туристов привлекают как красивейшие водопады, так и уникальное пограничье трёх стран, отмеченное в месте впадения реки Игуасу в Парану памятными стелами на сходящихся здесь берегах каждого из 3 государств.

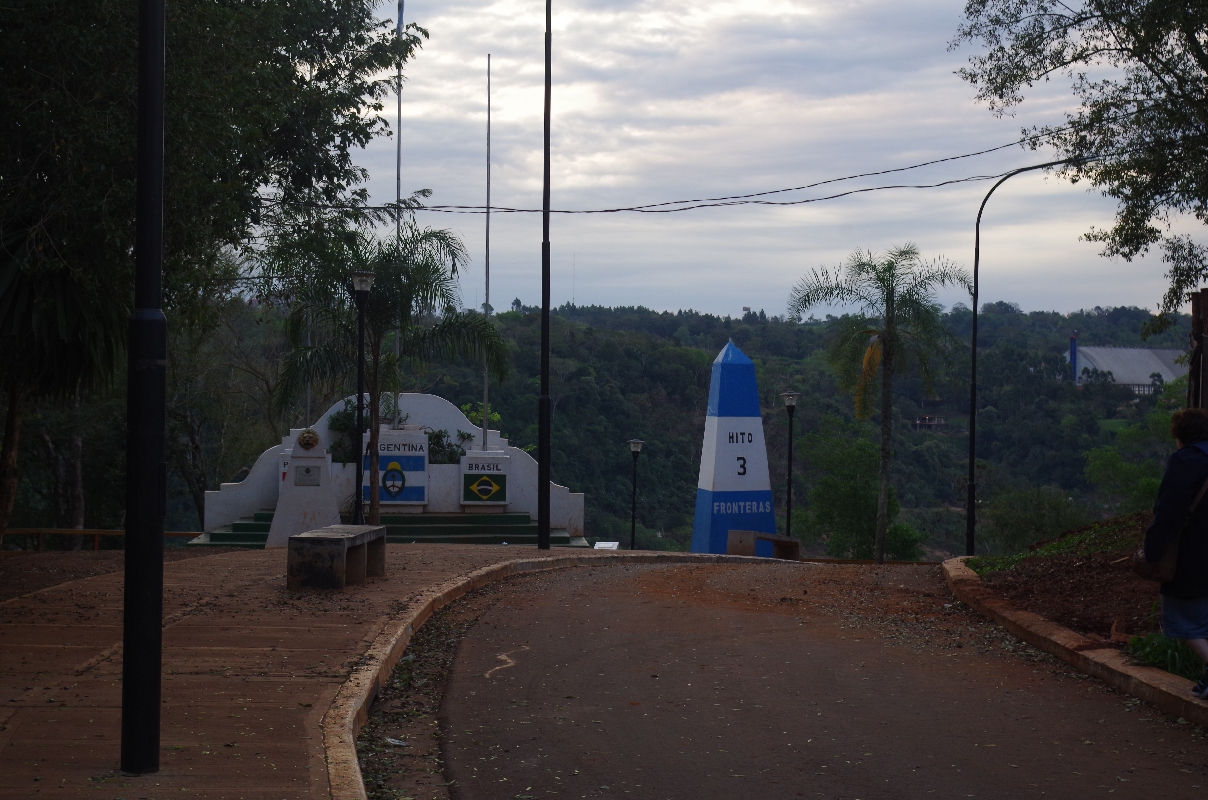
Стелла "Три границы" со стороны Аргентины